# Los Náufragos
Los Náufragos est un groupe de beat argentin. Il est issu de la fin des années 1960 et du début des années 1970, et considéré comme l'un des groupes pionniers du genre[réf. souhaitée].

## Biographie
Le groupe apparait publiquement durant le printemps 1968, lorsque le label CBS enregistre leur premier single. Il s'agit de la chanson Sutilmente a Susana, composée par Tanguito. 
Il est l'un des groupes qui connait le plus de succès à l'époque avec des hits comme Vuelvo a Naufragar, Otra vez en la vía, Yo en mi casa y ella en el bar, Zapatos rotos, Te quiero ver bailar, De boliche en boliche entre autres. Parmi ses membres les plus importants, il y eut : Guillermo Cimadevilla, Gustavo Alessio, Quique Villanueva, Carlos « Rocky » Nilson, Roberto « Junior » Cesari, Gustavo Bergali, Rubén Barbieri (le frère de Gato Barbieri) et Christian Kellens. De plus, de nombreux musiciens jouent épisodiquement avec le groupe : Jimmy Arce, Pajarito Zaguri, Gervasio Viera, Fats Fernández, et Luis Cerávolo. À partir de son premier succès (Vuelvo a Naufragar), Los Náufragos commencent à produire une série de succès qui résonne dans toute l'Amérique latine. Le succès est tel, qu'en 1973, la revue Cashbox mentionne le groupe comme le groupe chantant en espagnol ayant vendu le plus d'albums de toute l'histoire.
Dans les années 1990, le groupe obtient une certaine répercussion à travers le programme de télévision Videomatch, animé par Marcelo Tinelli, en interprétant les musiques de rideau. Le groupe devient par la suite la référence la plus importante de la pop argentine des années 1970. Ses concerts sont constamment exigés dans les casinos et les hôtels internationaux d'une grande partie de l'Amérique du Sud.
En 2014, le groupe effectue une tournée chilienne. Le groupe se réunit pour l'Expo Mujer 2017.

## Discographie
- 1968 : Sutilmente a Susana (single ; CBS)